# Hugo B. Margáin

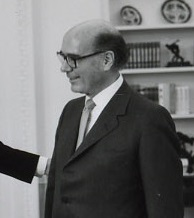
Hugo B. Margáin (1982)

Hugo Benigno Margáin Gleason (* 13. Februar 1913 in Mexiko-Stadt; † 11. September 1997 ebenda) war ein mexikanischer Politiker der Partei der Institutionalisierten Revolution PRI (Partido Revolucionario Institucional) und Diplomat, der unter anderem zwischen 1965 und 1970 Botschafter in den USA, von 1970 bis 1973 Finanzminister (Secretarío de Hacienda), von zwischen 1973 und 1976 Botschafter im Vereinigten Königreich sowie von 1977 bis 1982 abermals Botschafter in den USA war.

## Leben

### Studium und Ministerialbeamter
Margáin, Sohn des aus Irland stammenden Arztes und Hochschullehrers César R. Margáin und dessen Ehefrau Mária Teresa Gleason, absolvierte seine schulische Ausbildung am Colegio Francés Morelos sowie an der Escuela Nacional Preparatoria. Danach begann er ein Studium der Rechtswissenschaften an der Nationalen Autonomen Universität von Mexiko (UNAM), das er 1939 mit der Arbeit La ley y la realidad en México mit dem Lizenziat (Licenciado) abschloss. Er war zwischen 1942 und 1944 als Professor am El Colegio de México tätig. 1947 übernahm er eine Professur für Verfassungsrecht an der UNAM und lehrte dort bis 1956. Zugleich war er zwischen 1947 und 1952 Leiter des Referats für Einzelhandelssteuern sowie von 1952 bis 1959 Leiter der Abteilung Einkommensteuer im Finanzministerium. Daneben lehrte er zwischen 1952 und 1956 als Professor für Steuerrecht an der Betriebswirtschaftlichen Fakultät der UNAM. Im Anschluss wechselte er 1959 in das Ministerium für Industrie und Handel, wo er enger zwischen 1961 und 1964 als Unterstaatssekretär enger Mitarbeiter des damaligen Ministers Raúl Salinas Lozano war, Vater des späteren Präsidenten Carlos Salinas de Gortari. Zugleich fungierte er zwischen 1962 und 1964 als Vorstandsmitglied des Nationalen Instituts für wissenschaftliche Forschung (Instituto Nacional de Investigación Científica) sowie von 1963 bis 1964 als Generaldirektor der Nationalen Kommission für Gewinnbeteiligung (Comisión Nacional de Participación de Utilidades).

### Botschafter und Finanzminister
Am 13. Januar 1965 wurde er als Nachfolger von Antonio Carrillo Flores erstmals Botschafter in den USA und verblieb in dieser Verwendung bis zum 16. August 1970, woraufhin Emilio O. Rabasa am 23. September 1970 die dortige Nachfolge antrat. Margáin selbst hatte am 14. August 1970 als Nachfolger des zurückgetretenen Antonio Ortiz Mena das Amt des Finanzministers (Secretarío de Hacienda) in der Regierung von Präsidenten Gustavo Díaz Ordaz übernommen. Das Amt des Finanzministers bekleidete er vom 1. Dezember 1970 bis zum 29. Mai 1973 auch in der Regierung des Nachfolgers von Díaz Ordaz, Luis Echeverría Álvarez. Aufgrund von Meinungsverschiedenheiten mit dem Präsidenten über die Wirtschaftspolitik trat er von seinem Ministeramt zurück. Sein Nachfolger als Finanzminister wurde daraufhin José López Portillo, der zwischen 1976 und 1982 selbst Präsident war.
Margáin übernahm daraufhin am 7. August 1973 als Nachfolger von Vicente Sánchez Gavito das Amt des Botschafters im Vereinigten Königreich und verblieb dort bis zum 7. Dezember 1976. Zu seinem Nachfolger wurde am 29. Dezember 1976 Manuel Tello Macías ernannt, der das Amt offiziell am 16. März 1977 antrat. Margáin wiederum löste am 13. Januar 1977 José Juan de Olloqui y Labastida als Botschafter in den USA ab und hatte diese Funktion nunmehr bis zum 28. März 1982 inne. Sein Nachfolger wurde am 12. April 1982 Bernardo Sepúlveda Amor.
Nach seiner Rückkehr nach Mexiko wurde Margáin 1982 für die Partei der Institutionalisierten Revolution PRI (Partido Revolucionario Institucional) Mitglied des Senats (Senado de México) des Kongresses der Union (Congreso de la Union), in dem er in der 52. und 53. Legislaturperiode bis zu seiner Ablösung durch Porfirio Muñoz Ledo 1988 den Hauptstadtdistrikt Mexiko-Stadt (Distrito Federal) vertrat.
Margáin war Vater des Philosophieprofessors Hugo Margáin Charles, der entführt und am 29. August 1978 ermordet wurde.

## Veröffentlichungen
- La ley y la realidad en México. Tesis presentada para obtener el título de licenciado en derecho. 1939.
- La Ley del impuesto sobre la renta de 1954 y sus reformas de 1956. 1956.
- Tesis para evitar la doble tributación en el campo internacional en materia del impuesto sobre la renta. Basada en la teoría de la fuente del ingreso gravable. 1956.
- Los derechos individuales y el juicio de amparo en materia administrativa. 1958.
- Intervenciones del señor secretario de Hacienda y Crédito Público durante la gira presidencial al Estado de Oaxaca. 1971.
- Trabajo presentado por el señor Lic. Hugo B. Margáin con motivo de su ingreso a la Academia de Derecho Fiscal, en la sesión celebrada el día 9 de junio de 1971 en la ciudad de México, D. F. 1971.
- Discurso del Lic. Hugo B. Margáin en al XXXVIII Convención Nacional Bancaria. 1972.
- Palabras del licenciado Hugo B. Margáin, Secretario de Hacienda y Crédito Público, en su comparecencia ante el H. Congreso de la Unión, el día 8 de septiembre de 1972. 1972.
- Discurso pronunciado por el señor Secretariado de Hacienda y Crédito Público, licenciado Hugo B. Margáin, en la ceremonia inaugural de la XXXIX Convención Bancaria, efectuada el 11 de abril de 1973, en la Unidad de Congresos del Centro Médico Nacional de la Ciudad de México. 1973.